# Get Lost (organització)
Get Lost, abans Go by the Forest (en rus: Идите Лесом, romanitzat: Idite Lesom), és una organització benèfica antibel·licista fundada per Grigory Sverdlin a Tbilisi, Geòrgia, poc després de l'anunci d'una mobilització parcial de reservistes a Rússia el 21 de setembre de 2022.
L'11 de setembre de 2024, Get Lost va dir que havia assessorat aproximadament 39.000 persones sobre com evitar el servei militar obligatori, i que l'11 d'octubre de 2024 havia ajudat més de 1.000 persones a desertar.

## Suport ofert per Get Lost
L'organització ajuda tant els ciutadans russos a escapar del servei militar obligatori com els soldats russos a desertar i fugir del país o rendir-se a Ucraïna, alhora que proporciona ajuda legal, financera i psicològica a aquells que la necessiten.
Per a aquells que no poden marxar o volen romandre a Rússia, l'organització ofereix suport financer i ajuda per trobar refugi. A més, hi ha qui dins de Rússia ofereix "una casa de camp buida o diverses places buides en un alberg" per acollir aquells que "s'amaguen de la mobilització".
Una voluntària de l'organització, Olesya, va afirmar que és més difícil ajudar aquells "que ja són en unitats, en camps d'entrenament, i alguns ja són enviats al front", ja que de vegades, tot i estar informats de les seves opcions, encara decideixen lluitar a Ucraïna.
| «                                                   | (anglès) "We have dozens of routes across the borders, and we instruct people and help them all the way," Sverdlin said. "We even have volunteers on the ground who help these people to cross the forest or cross the river or drive through different kinds of terrain." | (català) «Tenim desenes de rutes a través de les fronteres, i instruïm a la gent i els ajudem durant tot el camí», va dir Sverdlin. «Fins i tot tenim voluntaris sobre el terreny que ajuden aquestes persones a creuar el bosc o el riu o conduir per diferents tipus de terreny». | » |
| — Sverdlin parlant amb The Washington Post el 2023, | | |   |

Parlant sobre els passos il·legals de la frontera, Sverdlin va dir: "Vaig aprendre que és un negoci força ben establert a Rússia. Pel que entenc, abans de la guerra era més senzill i barat creuar il·legalment. A les ciutats frontereres, hi ha taxistes disposats a portar la gent per carreteres sense vigilància, al Kazakhstan, Mongòlia o Bielorússia".
Segons Sverdlin, totes les "coses il·legals" les gestiona un equip dins de l'organització conegut com els "Foresters", un petit nombre de persones que "es coneixen personalment i des de fa molt de temps".
Sverdlin també ha declarat que l'organització no ajuda els que són enviats a la presó per delictes violents i posteriorment reclutats per a les unitats Storm-Z ni els que han estat involucrats en crims de guerra, però també ha dit que "no som agències d'investigació, raonem pragmàticament; fins i tot si aconseguís disparar tres vegades, que no dispari a la quarta, i llavors hi haurà algú per investigar els crims de guerra".

### Procés
Per facilitar la rendició segura dels soldats russos a Ucraïna, l'organització manté contacte amb el seu equivalent ucraïnès, I Want to Live una organització patrocinada pel govern que gestiona una línia directa per a soldats russos que volen rendir-se.
Get Lost funciona gairebé completament en línia, utilitzant un bot de Telegram que permet a les persones contactar amb l'organització de manera anònima.

## Història
Al voltant del 24 i 25 de setembre de 2022, poc després de l'anunci d'una mobilització parcial de reservistes a Rússia el 21 de setembre, Sverdlin va conceptualitzar l'organització com a "Go by the Forest". El 26 de setembre es va anunciar l'organització i a principis d'octubre ja estava en funcionament. Un joc de paraules, el nom de l'organització fa referència a la "naturalesa encoberta de la seva feina" alhora que s'assembla a un comentari irònic similar al que en rus significa "Perdre's". El nom també ha estat traduït de diverses maneres com a "Vés a l'infern" i "Fes una excursió" pels mitjans de comunicació. L'objectiu final de l'organització és "ajudar a tantes persones com sigui possible a evitar veure's involucrades en la sagnant guerra russa a Ucraïna" i "debilitar la força de l'exèrcit de Putin".
| «                                            | (anglès) ...the core of the team was formed quickly, we found the money to start, then volunteers began to join us with great speed: I’ve been in charity for almost 20 years, but I’ve never seen a project have a hundred volunteers in the morning, and 350 in the evening. | (català) ...el nucli de l'equip es va formar ràpidament, vam trobar els diners per començar i, a continuació, els voluntaris van començar a unir-se a nosaltres amb gran rapidesa: porto gairebé 20 anys en el món de la beneficència, però mai he vist un projecte amb cent voluntaris al matí i 350 al vespre. | » |
| — Sverdlin parlant a Current Time TV el 2022 | | |   |

Mentre l'organització es preparava per al llançament, van consultar amb diverses altres organitzacions, incloent-hi activistes de Bielorússia "que havien adquirit experiència en evacuacions després de les protestes del 2020". En una entrevista el 2024, Ivan Chuviliayev, gerent de relacions públiques de Get Lost, va dir que la idea inicial darrere de l'organització era "llançar una mena de servei de línia directa per ajudar aquells que volien evitar el servei militar obligatori", però aviat "es van adonar que la gent necessitava molt més de nosaltres, molts dels que van demanar la nostra ajuda eren principalment aquells que ja estaven a primera línia. Així que vam començar a treballar amb desertors".
L'equip central de l'organització està format per sis russos antibel·licistes, els quals figuren al seu lloc web són Sverdlin, Darya Berg, Anton Gorbatsevich i Chuviliayev. Berg és el cap del departament de socors i evacuació i Gorbatsevich és el coordinador directe d'ajuda i evacuació.
Sverdlin va expressar sorpresa per la rapidesa amb què l'organització es va expandir després de la seva fundació. Va dir que tres dies després de la fundació de l'organització, els voluntaris havien rebut més de 1.000 consultes, incloent-hi dubtes sobre el pas legal i il·legal de la frontera, sol·licituds de suport psicològic i preguntes sobre com lliurar-se de manera segura a Ucraïna. A setembre de 2024, Get Lost tenia uns 400 voluntaris.

### Desercions
El gener de 2023, hi havia 28 persones que van sol·licitar ajuda per deserció. El gener de l'any següent, n'hi havia 284. Aproximadament dos terços dels quals han desertat van abandonar Rússia. Les taxes de deserció han continuat augmentant, amb aproximadament 5.200 persones processades per deserció durant els primers set mesos del 2024, més que durant tot el 2023; moltes reben condemnes suspeses i són enviades de tornada a unitats de combat.
Segons una estimació de Get Lost, aproximadament la meitat dels possibles desertors són aquells que van signar contractes després de l'inici de la guerra, inclosos els obligats a signar un contracte. Un altre 10% són els que es van allistar abans de la guerra i un altre 30% són reservistes mobilitzats.
L'octubre de 2023, Berg va parlar amb The Guardian sobre per què alguns soldats deserten, dient que "Alguns dels soldats que deserten ara van resultar ferits en els combats i no volen tornar després d'haver vist l'horror. D'altres estan esgotats, ja que no han estat rotats des que va començar la guerra a Ucraïna". Sverdlin, quan va parlar amb The Moscow Times el desembre d'aquell any, va estar-hi d'acord, dient que la majoria dels soldats deserten després de ser ferits i tractats. El març de 2024, Sverdlin també va coincidir que una raó comuna de deserció era la manca de rotacions. Berg també va dir que molts dels missatges que rep Get Lost provenen de dones, familiars de soldats que intenten ajudar-los a escapar.
El 20 de desembre de 2023, es va informar que Dmitri Setrakov, un soldat rus que havia desertat de la seva unitat a Ucraïna, va ser segrestat per membres de la Policia Militar de Rússia disfressats de soldats de les Forces Armades d'Armènia el 6 o el 7 de desembre a Gyumri, Armènia, i després traslladat a la base militar russa que hi havia allà. Des d'allà va ser repatriat per la força a Rostov del Don, Rússia, el 19 de desembre per afrontar càrrecs criminals. Aquesta va ser la primera vegada que algú que Get Lost havia ajudat va ser retornat per la força a Rússia.
Quan Novaya Gazeta Europe li va preguntar per què Rússia havia fet tant esforç per atrapar-lo, Sverdlin va dir: "Realment només és un recluta normal. El cas de Setrakov probablement és només una coincidència. Difícilment perseguien una persona específica. No crec que ningú anés a Armènia només per perseguir-lo. El més probable és que el segrestessin persones estacionades en una de les bases militars russes a Armènia, a Gyumri o Erevan. Era il·legal, és clar".